# Candy Jones
Candy Jones, född 31 december 1925 i Wilkes-Barre, Pennsylvania, död 18 januari 1990 på Manhattan i New York, var en amerikansk fotomodell, pinuppmodell, författare och radioprogramledare.
Jones var framgångsrik som modell under 1940- och 1950-talen. Därefter grundade hon en skola för fotomodeller och skrev flera böcker om mode och livet som fotomodell. År 1972 gifte sig Jones med sin andre make, radioprataren Long John Nebel, som ledde en populär show på radiostationen WMCA. Showen tog upp ämnen som det paranormala, UFO:n och konspirationsteorier. Jones blev makens bisittare i etern. 
I mitten av 1970-talet hävdade Jones att hon hade varit ett offer för CIA:s Project MKUltra.